# Raimondas Petrauskas
Raimondas Petrauskas (* 16. November 1960 in der Rajongemeinde Biržai) ist ein litauischer Jurist, Staatsanwalt der Generalstaatsanwaltschaft Litauens, kommissarischer Generalstaatsanwalt Litauens (2010).

## Biografie
Nach dem Abitur 1978 an der 1. Mittelschule Biržai (jetzt „Atžalyno“-Mittelschule) studierte er am Polytechnischen Institut Kaunas. Von 1985 bis 1991 absolvierte er das Jurastudium an der Rechtsfakultät der Universität Vilnius als Diplom-Jurist.
Von 1992 bis 1995 war er Oberstaatsanwalt der Staatsanwaltschaft Pakruojis. Vom Februar 2010 bis zum 14. Juni 2010 war er Generalstaatsanwalt Litauens (ernannt von der Präsidentin Dalia Grybauskaitė).